# Ajay (rivière)
L'Ajay est un cours d'eau de 288 km de long qui coule dans les États du Bihar, du Jharkhand et du Bengale-Occidental en Inde. Il est un affluent du Gange.

## Source de la traduction
- (de) Cet article est partiellement ou en totalité issu de l’article de Wikipédia en allemand intitulé « Ajay (Fluss) » (voir la liste des auteurs).